# رودولفو آروابارنا
رودولفو آروابارنا (انگلیسی: Rodolfo Arruabarrena؛ زادهٔ ۲۰ ژوئیهٔ ۱۹۷۵) یک بازیکن فوتبال و سرمربی اهل آرژانتین است. وی اکنون سرمربی باشگاه فوتبال شباب الاهلی امارات است.
از باشگاه‌هایی که در آن بازی کرده‌است می‌توان به آ.ا. ک آتن، اتلتیکو تیگره، بوکا جونیورز، روساریو سنترال و ویارئال اشاره کرد.
وی همچنین در تیم ملی فوتبال آرژانتین بازی کرده‌است.